# Зинджи

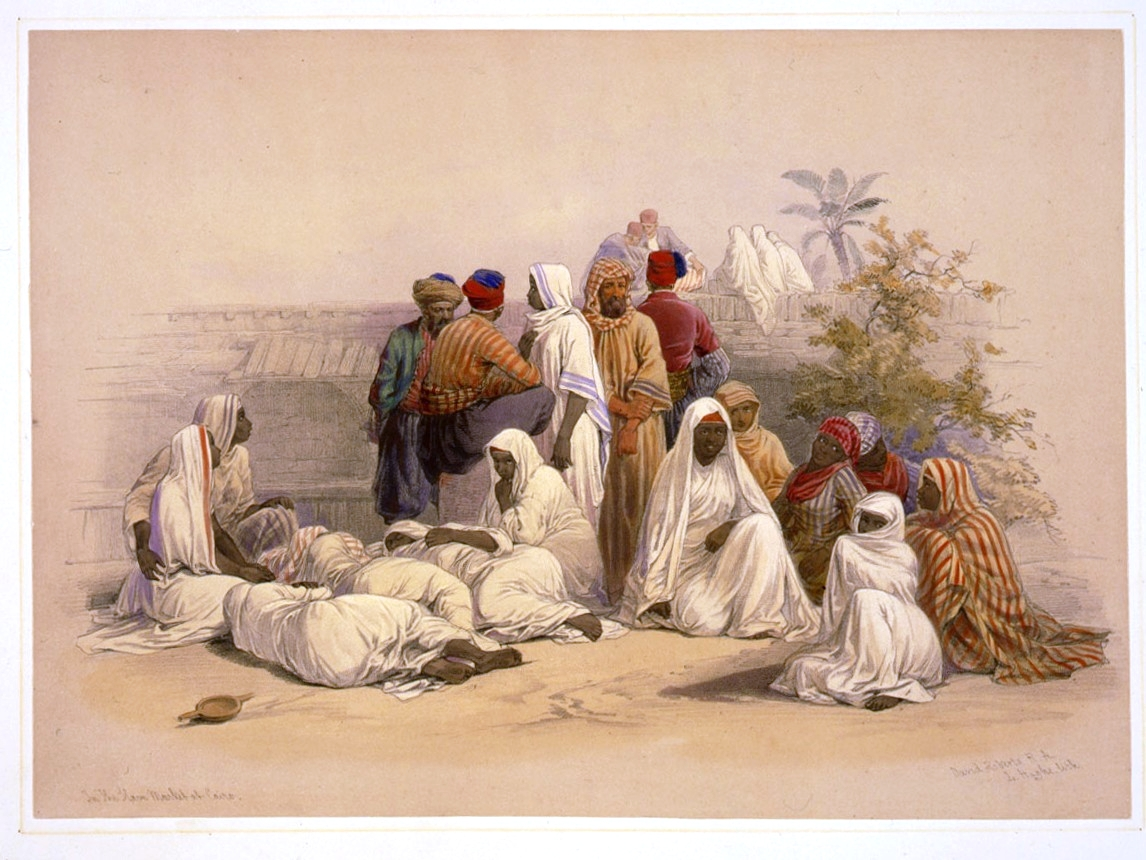
Невольничий рынок в Каире, Дэвид Робертс, 1845—1849.

Зи́нджи (также: зенджи, занджи; ед. ч. араб. زنجي‎ зинджи́ или زنْج‎ зиндж, мн. ч. زُنُوج‎ зуну́дж — «негры») — общее название негроидных племён из экваториальной и южной Африки в трудах средневековых арабских географов. Зинджами также называли рабов, которых арабские и иранские торговцы в VII—IX веках привозили в Арабский халифат в основном с невольничьих рынков Восточной Африки (по ар. аз-Зиндж). 

## Описание
Происхождение термина «зиндж» остаётся неизвестным.
Аль-Джахиз (775—868) сообщал, что зинджи делятся на канбала (قنبلة‎) и ланджавия (لنجويه‎). Шамсуддин ад-Димашки (1256—1327) называл их каблиет (قبلية‎ в значении «муравьи») и кенджевият (كنجوية‎ — «собаки»). Он описывал их как неверных со скверным характером, ходящих нагишом. Согласно словарю «Тадж аль-’арус» Муртады аз-Забиди (1732—1790), зинджи населяли земли от Магриба до Эфиопии, некоторые их города располагались на Ниле, а за ними была безлюдная территория.
Регион, который населяли зинджи, арабские географы называли ард аз-зандж (أرض الزنج‎ — «земля зинджей») или билад аз-зандж (بلاد الزنج‎ — «страна зинджей»), по-персидски — Зангистан (زنگستان) или Зангибар (زنگبار, см. Занзибар). Иногда слово «зандж» использовалось и как этноним, и как топоним.
Рабы-зинджи жили в тяжёлых условиях в отдельных лагерях (от 500 до 5000 человек в каждом). Зинджи расчищали солончаки, занимались их орошением, обрабатывали земли в районе Шатт-эль-Араба, добывали селитру на юге Ирака, выращивали сахарный тростник в Хузестане. Помимо этого, из зинджей состояли некоторые воинские формирования багдадских халифов. Жестокая эксплуатация зинджей приводила к восстаниям, наиболее значительное из которых началось в 869 году и длилось 14 лет. Восставшие сумели создать в южном Ираке и Хузестане своё государство со столицей в Эль-Мухтаре (город вблизи Басры). После продолжительной осады столица пала под натиском войск халифа и вскоре восстание было подавлено. Потомки зинджей (афро-иракцы) до сих пор имеют низкий социальный статус, а смешанные браки более светлокожих арабов с ними считаются нежелательными и даже запрещёнными.